# Cyperus pseudodistans
Cyperus pseudodistans är en halvgräsart som beskrevs av Hendrik Uittien. Cyperus pseudodistans ingår i släktet papyrusar, och familjen halvgräs. Inga underarter finns listade i Catalogue of Life.